# Enrico I della marca del Nord
Enrico I, detto il Lungo, (1065 circa – 27 giugno 1087) fu margravio della Nordmark e conte di Stade (come Enrico III).

## Biografia
Era figlio di Lotario Udo II, margravio della Nordmark, e Oda di Werl, figlia di Ermanno III, conte di Werl, e di Richenza di Svevia. 
Enrico sposò Adelaide di Kiev, figlia di Vsevolod I, Gran Principe di Kiev, e della seconda moglie Anna. Questo matrimonio non generò figli e Adelaide, rimasta vedova, si sposò con Enrico IV, poi re di Germania, che divenne imperatore del Sacro Romano Impero. 
Raffensperger ha ipotizzato che la motivazione che spinse Enrico a sposare Adelaide era quella di avvicinare la Sassonia a Kiev. In effetti, il matrimonio potrebbe essere stato organizzato dalla zia di Enrico, Oda di Stade, figlia di Lotario Udo I, margravio della Nordmark, che aveva sposato Sviatoslav II, Gran Principe di Kiev. Oda era sorella del padre di Enrico, Lotario Udo II, nonché nipote di Enrico III, imperatore del Sacro Romano Impero e del papa Leone IX. 
A Enrico succedette alla sua morte come margravio e conte suo fratello Lotario Udo III. 